# Лесников Іван Сергійович
Іва́н Сергі́йович Лесников (Лесніков) (нар. 19 квітня 1991 — пом. 11 грудня 2014) — старший солдат Збройних Сил України, учасник російсько-української війни. Один із «кіборгів».

## Життєпис
Закінчив ЗОШ № 1 Славутича, у 2009—2010 роках відслужив строкову службу в десантних військах. Демобілізувавшись, працював охоронцем, бетонником — концерн «Novarka».
Мобілізований у серпні 2014-го, снайпер, 95-та бригада.
Зазнав важкого поранення у живіт 29 листопада під час мінометного обстрілу терористами біля Донецького аеропорту. В тому ж бою зазнав поранення Дмитро Ільницький. Переніс 7 операцій, 10 грудня стан погіршився. 11 грудня помер у Дніпропетровській лікарні імені Мечникова.
Похований у Славутичі.
Без сина лишились батьки.

## Нагороди та вшанування
За особисту мужність і героїзм, виявлені у захисті державного суверенітету та територіальної цілісності України, вірність військовій присязі під час російсько-української війни, відзначений — нагороджений
- 15 травня 2015 року — орденом «За мужність» III ступеня (посмертно, як Андрєєв Андрій Олександрович)[2]
- у червні 2015-го в Славутичі відкрито меморіальні дошки захисникам України, серед них — й Івану Лесникову

Нагороджений відзнакою Славутицької міської ради «Почесний громадянин міста» (посмертно).
Вшановується в меморіальному комплексі «Зала пам'яті», в щоденному ранковому церемоніалі 11 грудня.